# Eriogonum blissianum
Eriogonum blissianum är en slideväxtart som beskrevs av Mason. Eriogonum blissianum ingår i släktet Eriogonum och familjen slideväxter. Inga underarter finns listade i Catalogue of Life.